# N-acilneuraminat citidililtransferaza
N-acilneuraminat citidililtransferaza (EC 2.7.7.43, CMP-sijalatna pirofosforilaza, CMP-sijalatna sintaza, citidin 5'-monofosfosijalna kiselina sintetaza, CMP- sintetaza, CMP- sintetaza, acilneuraminatna citidiltransferaza, CMP--acetilneuraminatna sintetaza, CMP--acetilneuraminatna sintaza, CMP--acetilneuraminska kiselina sintaza, CMP- sintetaza, CMP-sijalatna sintetaza, CMP-sijalinska sintetaza, citidin 5'-monofosfo-N-acetilneuramininska kiselina sintetaza, citidin 5-monofosfat -acetilneuraminska kiselina sintetaza, citidin monofosfosijalinska kiselina sintetaza, citidin monofosfoacetilneuraminska sintetaza, citidin monofosfosijalatna pirofosforilaza, citidin monofosfosijalatna sintetaza, acetilneuraminatna citidililtransferaza) je enzim sa sistematskim imenom CTP:N-acilneuraminat citidililtransferaza. Ovaj enzim katalizuje sledeću hemijsku reakciju
CTP + -acilneuraminat {\displaystyle \rightleftharpoons } difosfat + CMP-N-acilneuraminat
Ovaj enzijm deluje na N-acetil- i N-glikolil- derivate.

## Literatura
- Nicholas C. Price; Lewis Stevens (1999). Fundamentals of Enzymology: The Cell and Molecular Biology of Catalytic Proteins (Third изд.). USA: Oxford University Press. ISBN 019850229X.
- Eric J. Toone (2006). Advances in Enzymology and Related Areas of Molecular Biology, Protein Evolution (Volume 75 изд.). Wiley-Interscience. ISBN 0471205036.
- Branden C; Tooze J. Introduction to Protein Structure. New York, NY: Garland Publishing. ISBN 0-8153-2305-0.
- Irwin H. Segel. Enzyme Kinetics: Behavior and Analysis of Rapid Equilibrium and Steady-State Enzyme Systems (Book 44 изд.). Wiley Classics Library. ISBN 0471303097.
- William P. Jencks (1987). Catalysis in Chemistry and Enzymology. Dover Publications. ISBN 0486654605.

## Spoljašnje veze
- N-acylneuraminate+cytidylyltransferase на 